# Lex Domitia de sacerdotiis
La lex Domitia de Sacerdotiis est une loi romaine de 104 av. J.-C.
Bien que le texte de la loi lui-même ne nous soit pas survenu, nous savons qu'il modifia le processus d’élection des quatre collèges majeurs de prêtres de Rome. Elle tire son nom de Gnaeus Domitius Ahenobarbus qui est à l'origine de la proposition de loi.
Jusqu'à cette époque, les nouveaux prêtres étaient directement cooptés par les membres des collèges. Précédée d’une première tentative due à Caius Licinius Crassus, tribun de la plèbe en 145, la loi Domitia tenta en 104-103 de démocratiser le processus de nomination des prêtres en conférant à l’assemblée spéciale (17 des 35 tribus) chargée de désigner le grand pontife le droit d’élire tous les membres des quatre collèges majeurs (amplissima collegia). Les candidats étaient toutefois exclusivement désignés par les collèges sacerdotaux eux-mêmes.
Sylla revint au système antérieur à la lex Domitia, mais dès 63 la lex Labiena, proposée par le tribun de la plèbe Titus Labienus, confia à nouveau aux tribus l'élection des membres des quatre principaux collèges.